# Llista de topònims de Begur
Llista de topònims (noms propis de lloc) del municipi de Begur, al Baix Empordà
Informació actualitzada per un bot. Els canvis manuals es perdran quan s'actualitzi!

## cap
| imatge | Nom          | Ubicat a | instància de | Detalls | coordenades                                                                                         | Protecció | Commons (més fotos) | Dades a WD                    |
| ------ | ------------ | -------- | ------------ | ------- | --------------------------------------------------------------------------------------------------- | --------- | ------------------- | ----------------------------- |
|        | Cap Negra    | Begur    | cap          |         | 41° 58′ 00″ N, 3° 13′ 00″ E / 41.96667°N,3.21667°E                                                  |           |                     | Modifica les dades a Wikidata |
|        | Cap sa Sal   | Begur    | cap          |         | 41° 57′ 57″ N, 3° 13′ 54″ E / 41.965828636571814°N,3.231660602400394°E                              |           |                     | Modifica les dades a Wikidata |
|        | cap de Begur | Begur    | cap          |         | 41° 57′ 01″ N, 3° 13′ 59″ E / 41.950171°N,3.23307°E 41° 57′ 00″ N, 3° 14′ 00″ E / 41.95°N,3.23333°E |           |                     | Modifica les dades a Wikidata |

## carrer
| imatge | Nom                         | Ubicat a | instància de | Detalls                                  | coordenades                                                                      | Protecció                                  | Commons (més fotos)                 | Dades a WD                    |
| ------ | --------------------------- | -------- | ------------ | ---------------------------------------- | -------------------------------------------------------------------------------- | ------------------------------------------ | ----------------------------------- | ----------------------------- |
|        | carrer Bonaventura Carreras | Begur    | carrer       | Estil: arquitectura eclèctica            | 41° 57′ 16″ N, 3° 12′ 33″ E / 41.954472°N,3.209051°E                             | bé integrant del patrimoni cultural català | Carrer Bonaventura Carreras (Begur) | Modifica les dades a Wikidata |
|        | carrer de Sant Antoni       | Begur    | carrer       | 18th century                             | 41° 57′ 22″ N, 3° 12′ 38″ E / 41.95603°N,3.21044°E ca:C. de Sant Antoni 200 msnm | bé integrant del patrimoni cultural català | Carrer de Sant Antoni (Begur)       | Modifica les dades a Wikidata |
|        | carrer de Vera              | Begur    | carrer       | Estil: arquitectura popular 19th century | 41° 57′ 21″ N, 3° 12′ 35″ E / 41.95585°N,3.20976°E ca:C. de Vera 206 msnm        | bé integrant del patrimoni cultural català | Carrer de Vera (Begur)              | Modifica les dades a Wikidata |

## casa
| imatge | Nom                                                     | Ubicat a | instància de | Detalls                                            | coordenades                                                                            | Protecció                                  | Commons (més fotos)                           | Dades a WD                    |
| ------ | ------------------------------------------------------- | -------- | ------------ | -------------------------------------------------- | -------------------------------------------------------------------------------------- | ------------------------------------------ | --------------------------------------------- | ----------------------------- |
|        | Can Camós                                               | Begur    | casa         | Estil: arquitectura popular                        |                                                                                        | bé integrant del patrimoni cultural català |                                               | Modifica les dades a Wikidata |
|        | Can Cantarell                                           | Begur    | casa         |                                                    | 41° 58′ 16″ N, 3° 12′ 51″ E / 41.97123°N,3.21403°E                                     | bé integrant del patrimoni cultural català |                                               | Modifica les dades a Wikidata |
|        | Can Floriant                                            | Begur    | casa         | Estil: arquitectura popular                        | 41° 58′ 22″ N, 3° 12′ 45″ E / 41.97272°N,3.21249°E                                     | bé integrant del patrimoni cultural català |                                               | Modifica les dades a Wikidata |
|        | Can Pella                                               | Begur    | casa         | Estil: neoclassicisme                              | 41° 58′ 20″ N, 3° 12′ 37″ E / 41.9721°N,3.2104°E                                       | bé integrant del patrimoni cultural català |                                               | Modifica les dades a Wikidata |
|        | Can Pi                                                  | Begur    | casa         |                                                    | 41° 57′ 16″ N, 3° 12′ 32″ E / 41.95436°N,3.208839°E ca:carrer Bonaventura Carreras, 18 |                                            | Can Pi (Begur)                                | Modifica les dades a Wikidata |
|        | Can Planas                                              | Begur    | casa         | Estil: arquitectura popular                        | 41° 55′ 44″ N, 3° 10′ 34″ E / 41.929°N,3.17619°E                                       | bé integrant del patrimoni cultural català | Can Planas (Esclanyà)                         | Modifica les dades a Wikidata |
|        | Can Rogera                                              | Begur    | casa         | Estil: arquitectura eclèctica                      | 41° 57′ 14″ N, 3° 12′ 33″ E / 41.954°N,3.20918°E                                       | bé integrant del patrimoni cultural català |                                               | Modifica les dades a Wikidata |
|        | Casa Añó                                                | Begur    | casa         |                                                    | 41° 57′ 07″ N, 3° 12′ 33″ E / 41.9518929282739°N,3.2091179942266588°E                  |                                            |                                               | Modifica les dades a Wikidata |
|        | Casa Jori-Miserachs                                     | Begur    | casa         |                                                    |                                                                                        | bé integrant del patrimoni cultural català |                                               | Modifica les dades a Wikidata |
|        | Casa Josep Pi Carreras                                  | Begur    | casa         | Estil: arquitectura eclèctica                      | 41° 57′ 16″ N, 3° 12′ 34″ E / 41.95438°N,3.209316°E ca:carrer Bonaventura Carreras, 22 | bé integrant del patrimoni cultural català |                                               | Modifica les dades a Wikidata |
|        | Casa Llinàs                                             | Begur    | casa         |                                                    | 41° 57′ 19″ N, 3° 13′ 04″ E / 41.9554°N,3.21775°E                                      | bé integrant del patrimoni cultural català |                                               | Modifica les dades a Wikidata |
|        | Casa Vicenç Ferrer Bataller                             | Begur    | casa         | Estil: arquitectura eclèctica 19th century         | 41° 57′ 16″ N, 3° 12′ 31″ E / 41.95437°N,3.208686°E ca:C. Bonaventura Carreras, 16     | bé integrant del patrimoni cultural català | Casa Vicenç Ferrer Bataller                   | Modifica les dades a Wikidata |
|        | Casa Vives                                              | Begur    | casa         |                                                    | 41° 57′ 43″ N, 3° 13′ 48″ E / 41.961891°N,3.229908°E 23.79 msnm                        | bé integrant del patrimoni cultural català |                                               | Modifica les dades a Wikidata |
|        | Casa a Aiguablava                                       | Begur    | casa         | Estil: arquitectura popular 19th century           | 41° 56′ 01″ N, 3° 12′ 56″ E / 41.93362°N,3.21564°E                                     | bé integrant del patrimoni cultural català | Casa a Aiguablava                             | Modifica les dades a Wikidata |
|        | Casa a la platja                                        | Begur    | casa         | Estil: arquitectura popular                        |                                                                                        | bé integrant del patrimoni cultural català |                                               | Modifica les dades a Wikidata |
|        | Casa al camí del Mar, 10                                | Begur    | casa         | Estil: arquitectura eclèctica                      | 41° 57′ 13″ N, 3° 12′ 32″ E / 41.95353°N,3.20886°E                                     | bé integrant del patrimoni cultural català |                                               | Modifica les dades a Wikidata |
|        | Casa al camí del Mar, 12                                | Begur    | casa         | Estil: arquitectura eclèctica                      | 41° 57′ 13″ N, 3° 12′ 32″ E / 41.95352°N,3.20895°E                                     | bé integrant del patrimoni cultural català |                                               | Modifica les dades a Wikidata |
|        | Casa al carrer Concepció Pi                             | Begur    | casa         | Estil: arquitectura del Renaixement                |                                                                                        | bé integrant del patrimoni cultural català |                                               | Modifica les dades a Wikidata |
|        | Casa cantonada carrer Pi i Ralló i carrer Sant Ramon, 2 | Begur    | casa         | Estil: gòtic tardà                                 | 41° 57′ 20″ N, 3° 12′ 28″ E / 41.95561°N,3.20778°E                                     | bé integrant del patrimoni cultural català |                                               | Modifica les dades a Wikidata |
|        | Casa de Ventós I                                        | Begur    | casa         |                                                    | 41° 58′ 26″ N, 3° 12′ 48″ E / 41.97376°N,3.2133°E                                      | bé integrant del patrimoni cultural català |                                               | Modifica les dades a Wikidata |
|        | Casa de Ventós II                                       | Begur    | casa         |                                                    | 41° 57′ 47″ N, 3° 13′ 39″ E / 41.96317°N,3.22753°E                                     | bé integrant del patrimoni cultural català |                                               | Modifica les dades a Wikidata |
|        | Casa del Doctor Miret                                   | Begur    | casa         | Estil: neoclassicisme                              | 41° 57′ 18″ N, 3° 12′ 23″ E / 41.955°N,3.20636°E                                       | bé integrant del patrimoni cultural català |                                               | Modifica les dades a Wikidata |
|        | Cases dels americans                                    | Begur    | casa         | Estil: arquitectura eclèctica                      | 41° 57′ 14″ N, 3° 12′ 26″ E / 41.95401°N,3.20732°E                                     | bé integrant del patrimoni cultural català |                                               | Modifica les dades a Wikidata |
|        | Vil·la Ava Senia                                        | Begur    | casa         | Estil: arquitectura eclèctica                      | 41° 58′ 43″ N, 3° 12′ 25″ E / 41.9785°N,3.207°E                                        | bé integrant del patrimoni cultural català |                                               | Modifica les dades a Wikidata |
|        | casa a la plaça Major de sa Tuna                        | Begur    | casa         | Estil: arquitectura popular 19th century           | 41° 57′ 37″ N, 3° 13′ 45″ E / 41.96018°N,3.22908°E ca:Pl. Major, sa Tuna               | bé integrant del patrimoni cultural català | Casa a la plaça Major de sa Tuna              | Modifica les dades a Wikidata |
|        | casa al carrer de Sant Ramon, 6                         | Begur    | casa         |                                                    | 41° 57′ 21″ N, 3° 12′ 27″ E / 41.955947°N,3.207541°E                                   | bé integrant del patrimoni cultural català |                                               | Modifica les dades a Wikidata |
|        | casa al carrer de Santa Teresa                          | Begur    | casa         | Estil: arquitectura eclèctica                      | 41° 57′ 20″ N, 3° 12′ 25″ E / 41.95544°N,3.20683°E                                     | bé integrant del patrimoni cultural català |                                               | Modifica les dades a Wikidata |
|        | casa del carrer del Casino                              | Begur    | casa         | Estil: arquitectura eclèctica                      | 41° 57′ 18″ N, 3° 12′ 33″ E / 41.95509°N,3.20925°E                                     | bé integrant del patrimoni cultural català |                                               | Modifica les dades a Wikidata |
|        | casa entre Aiguablava i Fornells                        | Begur    | casa         | Arquitecte: Antoni Bonet i Castellana 20th century | 41° 56′ 09″ N, 3° 12′ 49″ E / 41.93592°N,3.21359°E ca:Aiguablava 13 msnm               | bé integrant del patrimoni cultural català | Casa entre Aiguablava i Fornells              | Modifica les dades a Wikidata |
|        | habitatge al carrer Metge Pi, 23                        | Begur    | casa         | Estil: arquitectura eclèctica 19th century         | 41° 57′ 19″ N, 3° 12′ 33″ E / 41.95528°N,3.20903°E ca:C. Metge Pi, 23 202 msnm         | bé integrant del patrimoni cultural català | Habitatge al carrer Metge Pi, 23              | Modifica les dades a Wikidata |
|        | habitatge al carrer Santa Reparada, 26                  | Begur    | casa         | Estil: arquitectura popular                        | 41° 57′ 21″ N, 3° 12′ 24″ E / 41.95593°N,3.20674°E                                     | bé integrant del patrimoni cultural català |                                               | Modifica les dades a Wikidata |
|        | habitatge al carrer Santa Teresa, 1                     | Begur    | casa         | Estil: arquitectura eclèctica                      | 41° 57′ 17″ N, 3° 12′ 23″ E / 41.954815°N,3.206332°E                                   | bé integrant del patrimoni cultural català |                                               | Modifica les dades a Wikidata |
|        | les Roques                                              | Begur    | casa         |                                                    | 41° 56′ 16″ N, 3° 12′ 54″ E / 41.93777°N,3.2151°E                                      | bé integrant del patrimoni cultural català |                                               | Modifica les dades a Wikidata |
|        | pintures de la casa als carrers Casino i Vera           | Begur    | casa         | Estil: arquitectura neoclàssica 19th century       | 41° 57′ 19″ N, 3° 12′ 33″ E / 41.95519°N,3.20917°E ca:C. del Casino - c. Vera 202 msnm | bé integrant del patrimoni cultural català | Pintures de la casa als carrers Casino i Vera | Modifica les dades a Wikidata |

## castell
| imatge | Nom                | Ubicat a | instància de     | Detalls                      | coordenades                                                                                              | Protecció                                            | Commons (més fotos) | Dades a WD                    |
| ------ | ------------------ | -------- | ---------------- | ---------------------------- | --- | ---------------------------------------------------- | ------------------- | ----------------------------- |
|        | Castell de Begur   | Begur    | castell          | 16th century                 | 41° 57′ 23″ N, 3° 12′ 31″ E / 41.9564°N,3.2086°E ca:A la part més alta i central de la població 260 msnm | bé d'interès cultural bé cultural d'interès nacional | Castell de Begur    | Modifica les dades a Wikidata |
|        | castell d'Esclanyà | Begur    | castell monument | Estil: arquitectura romànica | 41° 55′ 44″ N, 3° 10′ 35″ E / 41.928794°N,3.176394°E ca:Esclanyà. Carrer de la Font Gran                 | bé d'interès cultural bé cultural d'interès nacional | Castell d'Esclanyà  | Modifica les dades a Wikidata |

## cova
| imatge | Nom                    | Ubicat a | instància de | Detalls                    | coordenades                                                            | Protecció | Commons (més fotos) | Dades a WD                    |
| ------ | ---------------------- | -------- | ------------ | -------------------------- | ---------------------------------------------------------------------- | --------- | ------------------- | ----------------------------- |
|        | cova d'en Gispert      | Begur    | cova         |                            | 41° 55′ 40″ N, 3° 13′ 03″ E / 41.9278643538062°N,3.2174618042395°E     |           |                     | Modifica les dades a Wikidata |
|        | cova des Capellans     | Begur    | cova         |                            | 41° 57′ 44″ N, 3° 13′ 51″ E / 41.9622352915738°N,3.23069609622257°E    |           |                     | Modifica les dades a Wikidata |
|        | coves de ses Falugues  | Begur    | cova         | Anomenat per: Ses Falugues | 41° 55′ 55″ N, 3° 12′ 40″ E / 41.932027777777776°N,3.211194444444444°E |           |                     | Modifica les dades a Wikidata |
|        | ses Coves d'Aiguablava | Begur    | cova         |                            | 41° 56′ 05″ N, 3° 13′ 04″ E / 41.9346547049869°N,3.21785880292584°E    |           |                     | Modifica les dades a Wikidata |

## edifici
| imatge | Nom                                    | Ubicat a | instància de | Detalls                                    | coordenades                                                                                       | Protecció                                  | Commons (més fotos)                    | Dades a WD                    |
| ------ | -------------------------------------- | -------- | ------------ | ------------------------------------------ | ------------------------------------------------------------------------------------------------- | ------------------------------------------ | -------------------------------------- | ----------------------------- |
|        | Antiga Fàbrica Cané-Geli               | Begur    | edifici      |                                            | 41° 57′ 22″ N, 3° 12′ 22″ E / 41.95619°N,3.20609°E                                                | bé integrant del patrimoni cultural català |                                        | Modifica les dades a Wikidata |
|        | Apartaments Cap sa Sal                 | Begur    | edifici      | 20th century                               | 41° 58′ 01″ N, 3° 13′ 49″ E / 41.96704°N,3.23029°E ca:Cap sa Sal 43 msnm                          | bé integrant del patrimoni cultural català | Apartaments Cap sa Sal                 | Modifica les dades a Wikidata |
|        | Barraques de pescadors d'Aiguablava    | Begur    | edifici      | Estil: arquitectura popular 19th century   | 41° 56′ 03″ N, 3° 12′ 57″ E / 41.93404°N,3.21579°E ca:Platja d'Aiguablava                         | bé cultural d'interès local                | Barraques de pescadors d'Aiguablava    | Modifica les dades a Wikidata |
|        | Casa de pescadors a cala Fornells      | Begur    | edifici      | Estil: arquitectura popular                | 41° 56′ 17″ N, 3° 12′ 58″ E / 41.93811°N,3.21604°E                                                | bé integrant del patrimoni cultural català |                                        | Modifica les dades a Wikidata |
|        | Casa de pescadors a sa Riera           | Begur    | edifici      | Estil: arquitectura popular                |                                                                                                   | bé integrant del patrimoni cultural català |                                        | Modifica les dades a Wikidata |
|        | Casa de pescadors al port              | Begur    | edifici      | Estil: arquitectura popular                | 41° 56′ 20″ N, 3° 13′ 00″ E / 41.93877°N,3.21667°E                                                | bé integrant del patrimoni cultural català |                                        | Modifica les dades a Wikidata |
|        | Casa del Sant Hospital                 | Begur    | edifici      | Estil: historicisme arquitectònic          | 41° 57′ 15″ N, 3° 12′ 27″ E / 41.95414°N,3.20758°E                                                | bé integrant del patrimoni cultural català |                                        | Modifica les dades a Wikidata |
|        | Cases-barraques de pescadors           | Begur    | edifici      | Estil: arquitectura popular                | 41° 57′ 36″ N, 3° 13′ 46″ E / 41.960081°N,3.229484°E                                              | bé integrant del patrimoni cultural català | Cases-barraques de pescadors (Begur)   | Modifica les dades a Wikidata |
|        | Escoles Velles de Begur                | Begur    | edifici      |                                            | 41° 57′ 16″ N, 3° 12′ 31″ E / 41.95447°N,3.20857°E                                                | bé integrant del patrimoni cultural català | Centre Cultural Escoles Velles (Begur) | Modifica les dades a Wikidata |
|        | Lavabos públics as Racó                | Begur    | edifici      |                                            | 41° 58′ 48″ N, 3° 12′ 27″ E / 41.97996°N,3.20748°E                                                | bé integrant del patrimoni cultural català |                                        | Modifica les dades a Wikidata |
|        | Moixó a la carretera de Santa Reparada | Begur    | edifici      |                                            |                                                                                                   | bé integrant del patrimoni cultural català |                                        | Modifica les dades a Wikidata |
|        | Semàfor de Begur                       | Begur    | edifici      |                                            | 41° 57′ 01″ N, 3° 13′ 55″ E / 41.95016666666667°N,3.2318055555555554°E                            |                                            |                                        | Modifica les dades a Wikidata |
|        | Zona Esportiva Municipal Font de Baix  | Begur    | edifici      |                                            | 41° 57′ 14″ N, 3° 12′ 20″ E / 41.95396°N,3.20569°E                                                | bé integrant del patrimoni cultural català |                                        | Modifica les dades a Wikidata |
|        | casino Cultural                        | Begur    | edifici      | Estil: arquitectura eclèctica 19th century | 41° 57′ 16″ N, 3° 12′ 33″ E / 41.95457°N,3.20926°E ca:C. del Casino - c. Clos i Pujol, 2 192 msnm | bé integrant del patrimoni cultural català | El Casino (Begur)                      | Modifica les dades a Wikidata |
|        | cobert a Aiguafreda                    | Begur    | edifici      |                                            | 41° 57′ 52″ N, 3° 13′ 34″ E / 41.96452°N,3.22607°E                                                | bé integrant del patrimoni cultural català |                                        | Modifica les dades a Wikidata |
|        | el Castellet                           | Begur    | edifici      |                                            |                                                                                                   | bé integrant del patrimoni cultural català |                                        | Modifica les dades a Wikidata |
|        | parador de Turisme Aiguablava          | Begur    | edifici      | 20th century                               | 41° 56′ 02″ N, 3° 13′ 06″ E / 41.93402°N,3.21834°E ca:Aiguablava 40 msnm                          | bé integrant del patrimoni cultural català | Parador de Aiguablava, Begur           | Modifica les dades a Wikidata |

## entitat singular de població
| imatge | Nom        | Ubicat a | instància de                                                                   | Detalls                       | coordenades                                                                                         | Protecció | Commons (més fotos) | Dades a WD                    |
| ------ | ---------- | -------- | ------------------------------------------------------------------------------ | ----------------------------- | --------------------------------------------------------------------------------------------------- | --------- | ------------------- | ----------------------------- |
|        | Aiguablava | Begur    | entitat singular de població                                                   | 50 hab                        | 41° 56′ 02″ N, 3° 12′ 58″ E / 41.93401°N,3.21613°E 36 msnm                                          |           | Aiguablava          | Modifica les dades a Wikidata |
|        | Aiguafreda | Begur    | entitat singular de població cala                                              | 45 hab Llarg: 25km Ample: 15m | 41° 57′ 50″ N, 3° 13′ 42″ E / 41.963897°N,3.228406°E 7 msnm                                         |           |                     | Modifica les dades a Wikidata |
|        | Begur      | Begur    | entitat singular de població ens local històric de Catalunya capital municipal | 2841 hab                      | 41° 57′ 00″ N, 3° 13′ 00″ E / 41.95°N,3.21667°E 198 msnm                                            |           |                     | Modifica les dades a Wikidata |
|        | Esclanyà   | Begur    | entitat singular de població ens local històric de Catalunya                   | 829 hab                       | 41° 55′ 45″ N, 3° 10′ 38″ E / 41.929102°N,3.17728°E 73 msnm                                         |           | Esclanyà            | Modifica les dades a Wikidata |
|        | Fornells   | Begur    | entitat singular de població                                                   | 139 hab                       | 41° 56′ 15″ N, 3° 12′ 58″ E / 41.9376°N,3.216°E 40 msnm                                             |           | Fornells de Mar     | Modifica les dades a Wikidata |
|        | Sa Riera   | Begur    | entitat singular de població                                                   | 125 hab                       | 41° 58′ 23″ N, 3° 12′ 40″ E / 41.97303611°N,3.21105556°E ca:Ctra. de Sa Riera, des de Begur 46 msnm |           | Sa Riera (Begur)    | Modifica les dades a Wikidata |
|        | Sa Tuna    | Begur    | entitat singular de població                                                   | 114 hab                       | 41° 57′ 38″ N, 3° 13′ 46″ E / 41.96045032421059°N,3.229378671110968°E ca:Ctra GIV-6535 69 msnm      |           | Sa Tuna             | Modifica les dades a Wikidata |
|        | el Racó    | Begur    | entitat singular de població                                                   | 84 hab                        | 41° 58′ 40″ N, 3° 12′ 26″ E / 41.977911°N,3.207357°E 50 msnm                                        |           |                     | Modifica les dades a Wikidata |

## església
| imatge | Nom                       | Ubicat a | instància de     | Detalls                      | coordenades                                                                                       | Protecció                                  | Commons (més fotos)    | Dades a WD                    |
| ------ | ------------------------- | -------- | ---------------- | ---------------------------- | ------------------------------------------------------------------------------------------------- | ------------------------------------------ | ---------------------- | ----------------------------- |
|        | Capella a sa Tuna         | Begur    | església capella | Estil: arquitectura popular  |                                                                                                   | bé integrant del patrimoni cultural català |                        | Modifica les dades a Wikidata |
|        | Capella as Racó           | Begur    | església capella |                              |                                                                                                   | bé integrant del patrimoni cultural català |                        | Modifica les dades a Wikidata |
|        | Convent de Santa Reparada | Begur    | església         | Estil: arquitectura popular  | 41° 57′ 55″ N, 3° 12′ 23″ E / 41.965375°N,3.2064638888889°E ca:Carretera de la Platja del Racó, 2 | bé integrant del patrimoni cultural català |                        | Modifica les dades a Wikidata |
|        | Sant Esteve d'Esclanyà    | Begur    | església         | Estil: arquitectura romànica | 41° 55′ 45″ N, 3° 10′ 35″ E / 41.9293°N,3.17639°E ca:Esclanyà. Plaça de la Constitució            | bé integrant del patrimoni cultural català | Sant Esteve d'Esclanyà | Modifica les dades a Wikidata |
|        | Sant Pere de Begur        | Begur    | església         | Estil: gòtic flamíger        | 41° 57′ 15″ N, 3° 12′ 27″ E / 41.9543°N,3.20746°E                                                 | bé integrant del patrimoni cultural català | Sant Pere de Begur     | Modifica les dades a Wikidata |
|        | capella de Fornells       | Begur    | església capella |                              |                                                                                                   |                                            |                        | Modifica les dades a Wikidata |
|        | capella de Sant Ramon     | Begur    | església capella | Estil: arquitectura barroca  | 41° 57′ 25″ N, 3° 12′ 28″ E / 41.957°N,3.20764°E ca:Plaça de Sant Ramon                           | bé integrant del patrimoni cultural català | Sant Ramon de Begur    | Modifica les dades a Wikidata |
|        | capella de sa Tuna        | Begur    | església capella | 1955                         |                                                                                                   |                                            |                        | Modifica les dades a Wikidata |

## finestra
| imatge | Nom                                                  | Ubicat a | instància de | Detalls            | coordenades                                        | Protecció                                  | Commons (més fotos) | Dades a WD                    |
| ------ | ---------------------------------------------------- | -------- | ------------ | ------------------ | -------------------------------------------------- | ------------------------------------------ | ------------------- | ----------------------------- |
|        | Finestra al carrer Pi i Ralló, 15                    | Begur    | finestra     | Estil: gòtic tardà | 41° 57′ 18″ N, 3° 12′ 28″ E / 41.95496°N,3.20781°E | bé integrant del patrimoni cultural català |                     | Modifica les dades a Wikidata |
|        | Finestra i porta a una casa del passeig dels Aucells | Begur    | finestra     | Estil: gòtic tardà |                                                    | bé integrant del patrimoni cultural català |                     | Modifica les dades a Wikidata |
|        | Finestres d'una casa a Aiguafreda                    | Begur    | finestra     | Estil: gòtic tardà | 41° 57′ 53″ N, 3° 13′ 35″ E / 41.96485°N,3.2265°E  | bé integrant del patrimoni cultural català |                     | Modifica les dades a Wikidata |

## illa
| imatge | Nom         | Ubicat a | instància de | Detalls | coordenades                                          | Protecció | Commons (més fotos) | Dades a WD                    |
| ------ | ----------- | -------- | ------------ | ------- | ---------------------------------------------------- | --------- | ------------------- | ----------------------------- |
|        | Illa Blanca | Begur    | illa         |         | 41° 56′ 17″ N, 3° 13′ 05″ E / 41.938007°N,3.218069°E |           |                     | Modifica les dades a Wikidata |
|        | Illa Negra  | Begur    | illa         |         | 41° 56′ 40″ N, 3° 13′ 38″ E / 41.944461°N,3.227176°E |           |                     | Modifica les dades a Wikidata |

## masia
| imatge | Nom                | Ubicat a             | instància de            | Detalls                                 | coordenades                                                                       | Protecció                                  | Commons (més fotos) | Dades a WD                    |
| ------ | ------------------ | -------------------- | ----------------------- | --------------------------------------- | --------------------------------------------------------------------------------- | ------------------------------------------ | ------------------- | ----------------------------- |
|        | Ca l'Aiguadé       | Begur el Terme       | masia                   | 1955                                    | 41° 55′ 25″ N, 3° 10′ 07″ E / 41.9236221°N,3.1686322°E                            |                                            |                     | Modifica les dades a Wikidata |
|        | Ca l'Alzina        | Begur                | masia                   |                                         | 41° 56′ 14″ N, 3° 11′ 45″ E / 41.9373152553156°N,3.19588928185781°E               |                                            |                     | Modifica les dades a Wikidata |
|        | Can Benet          | Begur el Terme       | masia                   | 1800                                    | 41° 55′ 23″ N, 3° 10′ 08″ E / 41.92316666666667°N,3.168888888888889°E             |                                            |                     | Modifica les dades a Wikidata |
|        | Can Codina         | Begur Esclanyà       | masia                   |                                         | 41° 55′ 42″ N, 3° 10′ 24″ E / 41.9283529°N,3.1733594°E                            |                                            |                     | Modifica les dades a Wikidata |
|        | Can Domingo        | Begur Veïnat Domingo | masia                   | 1973                                    | 41° 55′ 52″ N, 3° 10′ 28″ E / 41.931111111111115°N,3.1743888888888887°E           |                                            |                     | Modifica les dades a Wikidata |
|        | Can Fanals         | Begur Esclanyà       | masia                   | 1700 Estat: bon estat                   | 41° 55′ 43″ N, 3° 10′ 07″ E / 41.9287481974984°N,3.16853222691527°E               |                                            |                     | Modifica les dades a Wikidata |
|        | Can Frigolet       | Begur                | masia                   | 17th century                            | 41° 55′ 34″ N, 3° 09′ 57″ E / 41.9261982°N,3.1658594°E                            |                                            |                     | Modifica les dades a Wikidata |
|        | Can Llauner        | Begur                | masia                   |                                         | 41° 56′ 12″ N, 3° 12′ 32″ E / 41.9366887310589°N,3.208975466753°E                 |                                            |                     | Modifica les dades a Wikidata |
|        | Can Ventosa        | Begur                | masia                   |                                         | 41° 56′ 07″ N, 3° 12′ 54″ E / 41.9352816691882°N,3.21494181144085°E 36 msnm       |                                            | Can Ventosa (Begur) | Modifica les dades a Wikidata |
|        | Can Xifró          | Begur el Terme       | masia                   | 1920                                    | 41° 55′ 24″ N, 3° 10′ 08″ E / 41.9233513°N,3.168785°E                             |                                            |                     | Modifica les dades a Wikidata |
|        | Casa del Metge     | Begur                | masia                   |                                         | 41° 57′ 09″ N, 3° 12′ 46″ E / 41.9525063775031°N,3.21290023103075°E               |                                            |                     | Modifica les dades a Wikidata |
|        | Mas Batllia        | Begur                | masia                   | 1800                                    | 41° 55′ 39″ N, 3° 11′ 45″ E / 41.9274681°N,3.1957679°E                            |                                            |                     | Modifica les dades a Wikidata |
|        | Mas Comangau       | Begur                | masia                   |                                         | 41° 57′ 00″ N, 3° 12′ 16″ E / 41.9501170716725°N,3.20437418017314°E               |                                            |                     | Modifica les dades a Wikidata |
|        | Mas Llord          | Begur                | masia                   |                                         | 41° 55′ 56″ N, 3° 12′ 16″ E / 41.9322293730642°N,3.20453418339294°E               |                                            |                     | Modifica les dades a Wikidata |
|        | Mas Mató           | Begur                | masia                   |                                         | 41° 58′ 05″ N, 3° 12′ 22″ E / 41.9681092999879°N,3.20616956952924°E               |                                            |                     | Modifica les dades a Wikidata |
|        | Mas Nou            | Begur el Terme       | masia                   | 1957                                    | 41° 55′ 28″ N, 3° 10′ 07″ E / 41.924394°N,3.1685135°E                             |                                            |                     | Modifica les dades a Wikidata |
|        | Mas Resplandis     | Begur Esclanyà       | masia                   |                                         | 41° 56′ 07″ N, 3° 09′ 21″ E / 41.9352419012584°N,3.15590782440742°E               |                                            |                     | Modifica les dades a Wikidata |
|        | Mas Sais           | Begur Esclanyà       | masia                   | 1944                                    | 41° 55′ 40″ N, 3° 10′ 19″ E / 41.92780555555556°N,3.1719166666666667°E            |                                            |                     | Modifica les dades a Wikidata |
|        | Mas Vidalet        | Begur                | masia                   | Estat: bon estat                        | 41° 56′ 01″ N, 3° 09′ 44″ E / 41.933638888888886°N,3.162166666666667°E            |                                            |                     | Modifica les dades a Wikidata |
|        | Mas de Rostell     | Begur                | masia                   |                                         | 41° 56′ 20″ N, 3° 11′ 18″ E / 41.9388320313263°N,3.18833031506377°E               |                                            |                     | Modifica les dades a Wikidata |
|        | Masia a sa Riera   | Begur                | masia                   | Estil: arquitectura popular             |                                                                                   | bé integrant del patrimoni cultural català |                     | Modifica les dades a Wikidata |
|        | ca l'Anglada       | Begur Esclanyà       | masia                   | 1969                                    | 41° 55′ 43″ N, 3° 10′ 07″ E / 41.928572°N,3.1687448°E                             |                                            |                     | Modifica les dades a Wikidata |
|        | ca l'Estanis       | Begur Esclanyà       | masia                   | 1700                                    | 41° 55′ 42″ N, 3° 10′ 03″ E / 41.92827777777778°N,3.167611111111111°E             |                                            |                     | Modifica les dades a Wikidata |
|        | ca l'Hortala       | Begur Esclanyà       | masia                   | 1960                                    | 41° 55′ 51″ N, 3° 10′ 32″ E / 41.9308319°N,3.1756485°E                            |                                            |                     | Modifica les dades a Wikidata |
|        | ca la Mesado       | Begur Esclanyà       | masia                   | 1972 Estat: bon estat                   | 41° 55′ 43″ N, 3° 10′ 07″ E / 41.928572°N,3.1687448°E                             |                                            |                     | Modifica les dades a Wikidata |
|        | cal Barraquer      | Begur Esclanyà       | masia                   | No/unknown value                        | 41° 56′ 30″ N, 3° 10′ 18″ E / 41.9415302°N,3.1717298°E                            |                                            |                     | Modifica les dades a Wikidata |
|        | can Jordi          | Begur Esclanyà       | masia                   | 1920                                    | 41° 55′ 31″ N, 3° 10′ 17″ E / 41.9251487°N,3.1712818°E                            |                                            |                     | Modifica les dades a Wikidata |
|        | can Just           | Begur Esclanyà       | masia                   | 1800                                    | 41° 55′ 49″ N, 3° 10′ 28″ E / 41.93038888888889°N,3.174472222222222°E             |                                            |                     | Modifica les dades a Wikidata |
|        | can Lino           | Begur el Terme       | masia                   | 1970                                    | 41° 55′ 24″ N, 3° 10′ 08″ E / 41.92341666666667°N,3.168833333333333°E             |                                            |                     | Modifica les dades a Wikidata |
|        | can Mayola         | Begur Esclanyà       | masia                   | 1800                                    | 41° 55′ 49″ N, 3° 09′ 54″ E / 41.930297°N,3.1650654°E                             |                                            |                     | Modifica les dades a Wikidata |
|        | can Pella i Forgas | Begur                | masia                   | Estil: arquitectura gòtica 15th century | 41° 57′ 17″ N, 3° 12′ 22″ E / 41.95464°N,3.20608°E ca:Pl. Pella i Forgas 198 msnm | bé integrant del patrimoni cultural català | Can Pella i Forgas  | Modifica les dades a Wikidata |
|        | can Pipes          | Begur Esclanyà       | masia                   | 17th century                            | 41° 55′ 46″ N, 3° 09′ 59″ E / 41.9294028°N,3.1663841°E                            |                                            |                     | Modifica les dades a Wikidata |
|        | mas Carme Amaya    | Begur                | masia                   | 16th century Estat: bon estat           | 41° 57′ 31″ N, 3° 12′ 44″ E / 41.958719°N,3.212245°E 197 msnm                     | bé integrant del patrimoni cultural català | Mas Carme Amaya     | Modifica les dades a Wikidata |
|        | mas Magre          | Begur Esclanyà       | masia                   | Estat: abandonat                        | 41° 56′ 19″ N, 3° 10′ 53″ E / 41.9387058°N,3.1812887°E                            |                                            |                     | Modifica les dades a Wikidata |
|        | mas Regincós       | Esclanyà Begur       | masia                   | 1800                                    | 41° 55′ 49″ N, 3° 10′ 28″ E / 41.9301732°N,3.1743262°E                            |                                            |                     | Modifica les dades a Wikidata |
|        | mas d'en Bou       | Begur                | masia ruïna             | No/unknown value Estat: ruïnós          | 41° 55′ 54″ N, 3° 11′ 50″ E / 41.9317047°N,3.1972972°E                            |                                            |                     | Modifica les dades a Wikidata |
|        | mas d'en Llor      | Begur                | masia                   | No/unknown value                        | 41° 55′ 56″ N, 3° 12′ 16″ E / 41.9323262°N,3.2043646°E                            |                                            |                     | Modifica les dades a Wikidata |
|        | mas del Rellotge   | Begur Esclanyà       | masia                   | 17th century                            | 41° 55′ 39″ N, 3° 10′ 22″ E / 41.92758333333333°N,3.172888888888889°E             |                                            |                     | Modifica les dades a Wikidata |
|        | mas des Quinze     | Begur                | masia                   | 1800 Estat: bon estat                   | 41° 57′ 23″ N, 3° 12′ 51″ E / 41.9564818°N,3.2140964°E                            |                                            |                     | Modifica les dades a Wikidata |
|        | mas des Sot        | Begur                | masia edifici abandonat | No/unknown value                        | 41° 57′ 16″ N, 3° 12′ 49″ E / 41.95433333333333°N,3.2135°E                        |                                            |                     | Modifica les dades a Wikidata |

## mausoleu
| imatge | Nom                   | Ubicat a | instància de | Detalls                                        | coordenades                                                                    | Protecció                                  | Commons (més fotos) | Dades a WD                    |
| ------ | --------------------- | -------- | ------------ | ---------------------------------------------- | ------------------------------------------------------------------------------ | ------------------------------------------ | ------------------- | ----------------------------- |
|        | Panteó Familiar Caner | Begur    | mausoleu     | Estil: historicisme arquitectònic 19th century | 41° 57′ 13″ N, 3° 12′ 08″ E / 41.953567°N,3.2021653°E ca:Cementeiri de la vila | bé integrant del patrimoni cultural català |                     | Modifica les dades a Wikidata |
|        | Panteó Família Forgas | Begur    | mausoleu     | Estil: historicisme arquitectònic              |                                                                                | bé integrant del patrimoni cultural català |                     | Modifica les dades a Wikidata |

## muntanya
| imatge | Nom                | Ubicat a | instància de | Detalls | coordenades                                                                      | Protecció | Commons (més fotos) | Dades a WD                    |
| ------ | ------------------ | -------- | ------------ | ------- | -------------------------------------------------------------------------------- | --------- | ------------------- | ----------------------------- |
|        | Montcal            | Begur    | muntanya     |         | 41° 56′ 13″ N, 3° 12′ 08″ E / 41.9369°N,3.20231°E 233 msnm                       |           |                     | Modifica les dades a Wikidata |
|        | Puig d'en Malaret  | Begur    | muntanya     |         | 41° 57′ 09″ N, 3° 13′ 24″ E / 41.9525°N,3.22326°E 228.6 msnm                     |           |                     | Modifica les dades a Wikidata |
|        | Puig de Cantallops | Begur    | muntanya     |         | 41° 55′ 36″ N, 3° 11′ 10″ E / 41.92659444°N,3.18613333°E 173.5 msnm              |           |                     | Modifica les dades a Wikidata |
|        | Puig de Son Ric    | Begur    | muntanya     |         | 41° 56′ 51″ N, 3° 12′ 32″ E / 41.94743889°N,3.20885°E 322.3 msnm                 |           |                     | Modifica les dades a Wikidata |
|        | Ses Falugues       | Begur    | muntanya     |         | 41° 55′ 57″ N, 3° 12′ 41″ E / 41.932499312115056°N,3.2113878784085825°E 178 msnm |           |                     | Modifica les dades a Wikidata |

## nucli d'entitat singular de població
| imatge | Nom                     | Ubicat a         | instància de                                      | Detalls                          | coordenades                                                        | Protecció | Commons (més fotos) | Dades a WD                    |
| ------ | ----------------------- | ---------------- | ------------------------------------------------- | -------------------------------- | ------------------------------------------------------------------ | --------- | ------------------- | ----------------------------- |
|        | Blanquers               | Esclanyà Begur   | nucli d'entitat singular de població              | 35 hab                           | 41° 55′ 37″ N, 3° 10′ 37″ E / 41.9268799°N,3.1769303°E 64 msnm     |           |                     | Modifica les dades a Wikidata |
|        | Cantallops              | Esclanyà Begur   | nucli d'entitat singular de població              | 6 hab                            | 41° 55′ 30″ N, 3° 11′ 19″ E / 41.9249034°N,3.188481331°E 150 msnm  |           |                     | Modifica les dades a Wikidata |
|        | Colomina                | Esclanyà Begur   | nucli d'entitat singular de població              | 114 hab                          | 41° 56′ 51″ N, 3° 13′ 30″ E / 41.94762089°N,3.22509241°E 158 msnm  |           |                     | Modifica les dades a Wikidata |
|        | Fontmartina             | Esclanyà Begur   | nucli d'entitat singular de població              | 1 hab Anomenat per: font Martina | 41° 55′ 50″ N, 3° 10′ 18″ E / 41.930689°N,3.17164°E 59 msnm        |           |                     | Modifica les dades a Wikidata |
|        | Pla de ses Vinyes       | Begur            | nucli d'entitat singular de població              | 2 hab                            | 41° 56′ 31″ N, 3° 12′ 33″ E / 41.94183599°N,3.209102154°E 130 msnm |           |                     | Modifica les dades a Wikidata |
|        | Platja de Fornells      | Fornells Begur   | nucli d'entitat singular de població              | 50 hab                           | 41° 56′ 18″ N, 3° 12′ 58″ E / 41.93845122°N,3.21601273°E 14 msnm   |           |                     | Modifica les dades a Wikidata |
|        | Platja de sa Riera      | Sa Riera Begur   | nucli d'entitat singular de població              | 19 hab                           | 41° 58′ 18″ N, 3° 12′ 47″ E / 41.97160225°N,3.21310735°E 46 msnm   |           |                     | Modifica les dades a Wikidata |
|        | Platja del Racó         | el Racó Begur    | nucli d'entitat singular de població              | 2 hab                            | 41° 58′ 39″ N, 3° 12′ 24″ E / 41.97744135°N,3.20677768°E 55 msnm   |           |                     | Modifica les dades a Wikidata |
|        | Puig del Montcal        | Fornells Begur   | nucli d'entitat singular de població              | 9 hab                            | 41° 56′ 10″ N, 3° 12′ 27″ E / 41.93608189°N,3.207364082°E 80 msnm  |           |                     | Modifica les dades a Wikidata |
|        | Sant Josep              | Esclanyà Begur   | nucli d'entitat singular de població              | 251 hab                          | 41° 56′ 45″ N, 3° 11′ 53″ E / 41.94595985°N,3.19794114°E 173 msnm  |           |                     | Modifica les dades a Wikidata |
|        | Sector Sud d'Aiguablava | Aiguablava Begur | nucli d'entitat singular de població              | 24 hab                           | 41° 55′ 34″ N, 3° 12′ 29″ E / 41.92614068°N,3.208050728°E 110 msnm |           |                     | Modifica les dades a Wikidata |
|        | Veïnat Domingo          | Esclanyà Begur   | nucli d'entitat singular de població              | 48 hab Anomenat per: Can Domingo | 41° 56′ 00″ N, 3° 10′ 26″ E / 41.9333927°N,3.1739451°E 66 msnm     |           |                     | Modifica les dades a Wikidata |
|        | el Terme                | Esclanyà Begur   | nucli d'entitat singular de població veïnat       | 7 hab                            | 41° 55′ 24″ N, 3° 10′ 08″ E / 41.9233521°N,3.1688084°E 65 msnm     |           |                     | Modifica les dades a Wikidata |
|        | es Castellet            | Fornells Begur   | nucli d'entitat singular de població              | 5 hab                            | 41° 56′ 26″ N, 3° 12′ 28″ E / 41.94043276°N,3.207874937°E 95 msnm  |           |                     | Modifica les dades a Wikidata |
|        | la Casa de Camp         | Esclanyà Begur   | nucli d'entitat singular de població urbanització | 41 hab                           | 41° 55′ 39″ N, 3° 11′ 00″ E / 41.92745659°N,3.1832175°E 123 msnm   |           |                     | Modifica les dades a Wikidata |
|        | les Argiles             | Esclanyà Begur   | nucli d'entitat singular de població              | 168 hab Anomenat per: argila     | 41° 55′ 44″ N, 3° 10′ 14″ E / 41.92900729°N,3.17062977°E 59 msnm   |           |                     | Modifica les dades a Wikidata |
|        | les Rajoleries          | Esclanyà Begur   | nucli d'entitat singular de població              | 30 hab                           | 41° 55′ 47″ N, 3° 09′ 39″ E / 41.92984996°N,3.16097066°E 45 msnm   |           |                     | Modifica les dades a Wikidata |
|        | platja d'Aiguablava     | Aiguablava Begur | nucli d'entitat singular de població cala platja  | 7 hab                            | 41° 55′ 58″ N, 3° 13′ 00″ E / 41.93282072°N,3.21653651°E 36 msnm   |           | Aiguablava          | Modifica les dades a Wikidata |

## nucli de població
| imatge | Nom               | Ubicat a         | instància de                                           | Detalls | coordenades                                                                 | Protecció | Commons (més fotos) | Dades a WD                    |
| ------ | ----------------- | ---------------- | ------------------------------------------------------ | ------- | --------------------------------------------------------------------------- | --------- | ------------------- | ----------------------------- |
|        | Can Ferran        | Fornells Begur   | nucli de població nucli d'entitat singular de població | 12 hab  | 41° 56′ 22″ N, 3° 12′ 36″ E / 41.93938105°N,3.21006862°E                    |           |                     | Modifica les dades a Wikidata |
|        | Cap Rubí          | Fornells Begur   | nucli de població nucli d'entitat singular de població | 11 hab  | 41° 56′ 28″ N, 3° 13′ 02″ E / 41.94098895°N,3.21722767°E 35 msnm            |           |                     | Modifica les dades a Wikidata |
|        | Cap sa Sal        | Aiguafreda Begur | nucli de població nucli d'entitat singular de població | 3 hab   | 41° 57′ 57″ N, 3° 13′ 54″ E / 41.96571135°N,3.23179371°E 63 msnm            |           |                     | Modifica les dades a Wikidata |
|        | Catalònia         | Begur Sa Riera   | nucli de població nucli d'entitat singular de població | 13 hab  | 41° 58′ 18″ N, 3° 12′ 30″ E / 41.9715999169166°N,3.20837744737982°E 78 msnm |           |                     | Modifica les dades a Wikidata |
|        | Creu d'en Rallo   | Begur            | nucli de població nucli d'entitat singular de població | 7 hab   | 41° 57′ 10″ N, 3° 13′ 05″ E / 41.952824°N,3.217953444°E 240 msnm            |           |                     | Modifica les dades a Wikidata |
|        | Dos Cales         | Fornells Begur   | nucli de població nucli d'entitat singular de població | 7 hab   | 41° 56′ 31″ N, 3° 12′ 55″ E / 41.9419557°N,3.215260506°E 60 msnm            |           |                     | Modifica les dades a Wikidata |
|        | Font de la Salut  | Begur            | nucli de població nucli d'entitat singular de població | 3 hab   | 41° 56′ 59″ N, 3° 12′ 23″ E / 41.94967381°N,3.2063863°E 211 msnm            |           |                     | Modifica les dades a Wikidata |
|        | Mas Gispert       | Begur            | nucli de població nucli d'entitat singular de població | 43 hab  | 41° 57′ 38″ N, 3° 12′ 25″ E / 41.96058015°N,3.20695245°E 128 msnm           |           |                     | Modifica les dades a Wikidata |
|        | Mas Mató          | Sa Riera Begur   | nucli de població nucli d'entitat singular de població | 60 hab  | 41° 58′ 06″ N, 3° 12′ 21″ E / 41.96839087°N,3.205961464°E 101 msnm          |           |                     | Modifica les dades a Wikidata |
|        | Mas Prats         | Begur            | nucli de població nucli d'entitat singular de població | 60 hab  | 41° 57′ 21″ N, 3° 13′ 04″ E / 41.95583114°N,3.217854199°E 183 msnm          |           |                     | Modifica les dades a Wikidata |
|        | Platja Fonda      | Fornells Begur   | nucli de població nucli d'entitat singular de població | 9 hab   | 41° 56′ 31″ N, 3° 12′ 46″ E / 41.9418352°N,3.21267041°E 66 msnm             |           |                     | Modifica les dades a Wikidata |
|        | Platja de sa Tuna | Sa Tuna Begur    | nucli de població nucli d'entitat singular de població | 28 hab  | 41° 57′ 32″ N, 3° 13′ 50″ E / 41.95888643°N,3.23065879°E 69 msnm            |           |                     | Modifica les dades a Wikidata |
|        | Port des Pi       | Sa Riera Begur   | nucli de població nucli d'entitat singular de població | 22 hab  | 41° 58′ 21″ N, 3° 12′ 35″ E / 41.972549°N,3.209831715°E 30 msnm             |           |                     | Modifica les dades a Wikidata |
|        | Rec de sa Tuna    | Sa Tuna Begur    | nucli de població nucli d'entitat singular de població | 5 hab   | 41° 57′ 32″ N, 3° 13′ 30″ E / 41.9589037°N,3.225098848°E 35 msnm            |           |                     | Modifica les dades a Wikidata |
|        | Residencial Begur | Begur            | nucli de població nucli d'entitat singular de població | 728 hab | 41° 56′ 41″ N, 3° 12′ 32″ E / 41.94458952°N,3.20879484°E 170 msnm           |           |                     | Modifica les dades a Wikidata |
|        | Son Ric           | Begur            | nucli de població                                      |         | 41° 56′ 45″ N, 3° 12′ 37″ E / 41.9457923908544°N,3.21016338376203°E         |           |                     | Modifica les dades a Wikidata |
|        | es Valls          | Begur            | nucli de població nucli d'entitat singular de població | 45 hab  | 41° 57′ 48″ N, 3° 12′ 26″ E / 41.96322787°N,3.2071179°E 97 msnm             |           |                     | Modifica les dades a Wikidata |
|        | la Borna          | Sa Tuna Begur    | nucli de població nucli d'entitat singular de població | 81 hab  | 41° 57′ 15″ N, 3° 13′ 20″ E / 41.95418371°N,3.22213516°E 135 msnm           |           |                     | Modifica les dades a Wikidata |
|        | la Cala del Rei   | Sa Riera Begur   | nucli de població nucli d'entitat singular de població | 1 hab   | 41° 58′ 31″ N, 3° 12′ 26″ E / 41.97520113°N,3.207331896°E 80 msnm           |           |                     | Modifica les dades a Wikidata |
|        | la Coma           | Sa Riera Begur   | nucli de població nucli d'entitat singular de població | 10 hab  | 41° 58′ 00″ N, 3° 12′ 40″ E / 41.96672428°N,3.21108771°E 92 msnm            |           |                     | Modifica les dades a Wikidata |
|        | la Vessana        | Begur Esclanyà   | nucli de població                                      |         | 41° 55′ 25″ N, 3° 11′ 18″ E / 41.923489718883°N,3.1882197742585°E           |           |                     | Modifica les dades a Wikidata |
|        | la Xarmada        | Begur            | nucli de població nucli d'entitat singular de població | 48 hab  | 41° 57′ 25″ N, 3° 12′ 05″ E / 41.95694502°N,3.201355934°E 185 msnm          |           |                     | Modifica les dades a Wikidata |
|        | les Oliveres      | Fornells Begur   | nucli de població nucli d'entitat singular de població | 2 hab   | 41° 56′ 37″ N, 3° 12′ 38″ E / 41.94373594°N,3.210459084°E 128 msnm          |           |                     | Modifica les dades a Wikidata |
|        | s'Antiga          | Aiguafreda Begur | nucli de població nucli d'entitat singular de població | 4 hab   | 41° 58′ 22″ N, 3° 13′ 14″ E / 41.9728202°N,3.220646381°E 70 msnm            |           |                     | Modifica les dades a Wikidata |
|        | sa Fontansa       | Begur            | nucli de població nucli d'entitat singular de població | 529 hab | 41° 57′ 24″ N, 3° 12′ 04″ E / 41.95676284°N,3.20099123°E 181 msnm           |           |                     | Modifica les dades a Wikidata |
|        | sa Nau Perduda    | Aiguafreda Begur | nucli de població nucli d'entitat singular de població | 15 hab  | 41° 58′ 10″ N, 3° 13′ 18″ E / 41.96947859°N,3.22153657°E 141 msnm           |           |                     | Modifica les dades a Wikidata |
|        | sa Punta          | el Racó Begur    | nucli de població nucli d'entitat singular de població | 82 hab  | 41° 58′ 52″ N, 3° 12′ 07″ E / 41.98124176°N,3.20200974°E 25 msnm            |           |                     | Modifica les dades a Wikidata |
|        | ses Costes        | Fornells Begur   | nucli de població nucli d'entitat singular de població | 34 hab  | 41° 56′ 43″ N, 3° 12′ 38″ E / 41.94523471°N,3.21059456°E 177 msnm           |           |                     | Modifica les dades a Wikidata |
|        | ses Falugues      | Aiguablava Begur | nucli de població nucli d'entitat singular de població | 17 hab  | 41° 55′ 44″ N, 3° 12′ 32″ E / 41.92899048°N,3.208974557°E 124 msnm          |           |                     | Modifica les dades a Wikidata |

## platja
| imatge | Nom                          | Ubicat a   | instància de          | Detalls                 | coordenades                                                             | Protecció | Commons (més fotos)     | Dades a WD                    |
| ------ | ---------------------------- | ---------- | --------------------- | ----------------------- | ----------------------------------------------------------------------- | --------- | ----------------------- | ----------------------------- |
|        | Cala Moreta                  | Begur      | platja                |                         | 41° 58′ 40″ N, 3° 12′ 36″ E / 41.9777°N,3.21°E                          |           |                         | Modifica les dades a Wikidata |
|        | Cala Port des Pi             | Begur      | platja                |                         | 41° 58′ 24″ N, 3° 12′ 47″ E / 41.973444836561114°N,3.2131547492126074°E |           |                         | Modifica les dades a Wikidata |
|        | Platja Fonda                 | Begur      | platja                |                         | 41° 56′ 31″ N, 3° 13′ 02″ E / 41.94185°N,3.21734°E                      |           | Platja Fonda            | Modifica les dades a Wikidata |
|        | Port des Orats               | Begur      | platja                |                         | 41° 56′ 18″ N, 3° 12′ 57″ E / 41.93831655412137°N,3.215861320495606°E   |           | Port des Orats          | Modifica les dades a Wikidata |
|        | cala del Rei                 | Begur      | platja                |                         | 41° 58′ 26″ N, 3° 12′ 37″ E / 41.97383407086579°N,3.2102925442187087°E  |           |                         | Modifica les dades a Wikidata |
|        | cala dels Tries              | Begur      | platja                |                         | 41° 56′ 09″ N, 3° 12′ 51″ E / 41.93585841938257°N,3.214289546012879°E   |           |                         | Modifica les dades a Wikidata |
|        | cala des Tramadiu            | Begur      | platja                |                         | 41° 55′ 44″ N, 3° 12′ 54″ E / 41.929007583063466°N,3.215016390899867°E  |           |                         | Modifica les dades a Wikidata |
|        | el Racó                      | Pals Begur | platja platja urbana  | Llarg: 1400m Ample: 70m | 39° 10′ 48″ N, 0° 14′ 05″ O / 39.180000000009°N,0.23459999963974°O      |           |                         | Modifica les dades a Wikidata |
|        | platja d'Aiguablava          | Begur      | platja                |                         | 41° 56′ 02″ N, 3° 12′ 58″ E / 41.934027220192014°N,3.216174311357676°E  |           | Platja d'Aiguablava     | Modifica les dades a Wikidata |
|        | platja d'en Malaret          | Begur      | platja                |                         | 41° 56′ 17″ N, 3° 12′ 55″ E / 41.938006°N,3.21537°E                     |           | Platja d'en Malaret     | Modifica les dades a Wikidata |
|        | platja de l'Anastàsia        | Begur      | platja                |                         | 41° 56′ 22″ N, 3° 13′ 01″ E / 41.939401934110826°N,3.2168376445770264°E |           |                         | Modifica les dades a Wikidata |
|        | platja de l'Illa Roja        | Begur      | platja platja nudista | Llarg: 180m             | 41° 58′ 37″ N, 3° 12′ 38″ E / 41.97702°N,3.21064°E                      |           | Platja de l'Illa Roja   | Modifica les dades a Wikidata |
|        | platja de la Punta des Falcó | Begur      | platja                |                         | 41° 56′ 52″ N, 3° 13′ 38″ E / 41.94784588889219°N,3.2271327581536244°E  |           |                         | Modifica les dades a Wikidata |
|        | platja de s'Eixugador        | Begur      | platja                |                         | 41° 57′ 34″ N, 3° 13′ 56″ E / 41.959434208645874°N,3.232163574743214°E  |           |                         | Modifica les dades a Wikidata |
|        | platja de sa Riera           | Begur      | platja                | Llarg: 200m Ample: 50m  | 41° 58′ 22″ N, 3° 12′ 40″ E / 41.97282°N,3.211°E                        |           | Platja de sa Riera      | Modifica les dades a Wikidata |
|        | platja de sa Tuna            | Begur      | platja                |                         | 41° 57′ 38″ N, 3° 13′ 47″ E / 41.96043°N,3.22962°E                      |           | Sa Tuna                 | Modifica les dades a Wikidata |
|        | platja del Racó              | Begur      | platja                |                         | 41° 58′ 49″ N, 3° 12′ 28″ E / 41.9804°N,3.2077°E                        |           | Platja del Racó (Begur) | Modifica les dades a Wikidata |

## portal
| imatge | Nom                            | Ubicat a | instància de | Detalls | coordenades                                        | Protecció                                  | Commons (més fotos) | Dades a WD                    |
| ------ | ------------------------------ | -------- | ------------ | ------- | -------------------------------------------------- | ------------------------------------------ | ------------------- | ----------------------------- |
|        | Porta al carrer Concepció Pi   | Begur    | portal       |         | 41° 57′ 15″ N, 3° 12′ 28″ E / 41.95411°N,3.20781°E | bé integrant del patrimoni cultural català |                     | Modifica les dades a Wikidata |
|        | Porta al carrer Santa Reparada | Begur    | portal       |         | 41° 57′ 19″ N, 3° 12′ 28″ E / 41.95535°N,3.20774°E | bé integrant del patrimoni cultural català |                     | Modifica les dades a Wikidata |
|        | Porta de Can Busquets          | Begur    | portal       |         | 41° 57′ 16″ N, 3° 12′ 30″ E / 41.95431°N,3.20841°E | bé integrant del patrimoni cultural català |                     | Modifica les dades a Wikidata |

## torre de defensa
| imatge | Nom                                  | Ubicat a | instància de                        | Detalls                                  | coordenades                                                                                            | Protecció                                            | Commons (més fotos)                    | Dades a WD                    |
| ------ | ------------------------------------ | -------- | ----------------------------------- | ---------------------------------------- | --- | ---------------------------------------------------- | -------------------------------------- | ----------------------------- |
|        | Torre al carrer Bonaventura Carreras | Begur    | torre de defensa                    | Estil: arquitectura popular              | 41° 57′ 16″ N, 3° 12′ 29″ E / 41.954498°N,3.208126°E                                                   | bé integrant del patrimoni cultural català           |                                        | Modifica les dades a Wikidata |
|        | Torre de Ca n'Armanac                | Begur    | torre de defensa                    | Estil: arquitectura popular              | 41° 57′ 16″ N, 3° 12′ 30″ E / 41.95432°N,3.20833°E                                                     | bé cultural d'interès nacional                       | Torres de la vila (Begur)              | Modifica les dades a Wikidata |
|        | Torre de Can Marquès                 | Begur    | torre de defensa                    | Estil: arquitectura popular              | 41° 57′ 17″ N, 3° 12′ 30″ E / 41.95474°N,3.20834°E ca:Carrer Frederic Sirés i Puig                     | bé cultural d'interès nacional                       | Torres de la vila (Begur)              | Modifica les dades a Wikidata |
|        | Torre de Can Pella i Forgas          | Begur    | torre de defensa                    | Estil: arquitectura popular              | 41° 57′ 17″ N, 3° 12′ 22″ E / 41.95472°N,3.20621°E                                                     | bé d'interès cultural bé cultural d'interès nacional | Torres de la vila (Begur)              | Modifica les dades a Wikidata |
|        | Torre del Mas Pinc                   | Begur    | torre de defensa                    | Estil: arquitectura popular              | 41° 57′ 32″ N, 3° 12′ 44″ E / 41.95877°N,3.21234°E ca:Ctra. de Circumvalació - Passeig de Carmen Amaya | bé cultural d'interès nacional                       | Torres de la vila (Begur)              | Modifica les dades a Wikidata |
|        | Torre del carrer Sant Ramon          | Begur    | torre de defensa                    | Estil: arquitectura popular              | 41° 57′ 21″ N, 3° 12′ 27″ E / 41.9557°N,3.20761°E                                                      | bé cultural d'interès nacional                       | Torres de la vila (Begur)              | Modifica les dades a Wikidata |
|        | Torres de Begur                      | Begur    | torre de defensa conjunt d'edificis | Estil: arquitectura popular              | 41° 57′ 21″ N, 3° 12′ 27″ E / 41.955702°N,3.207608°E                                                   | bé d'interès cultural                                | Torres de la vila (Begur)              | Modifica les dades a Wikidata |
|        | torre del Mas de Mauri de Vall       | Begur    | torre de defensa                    | Estil: arquitectura popular 16th century | 41° 57′ 16″ N, 3° 12′ 17″ E / 41.9545°N,3.20479°E ca:C. del Raval - pg. Circumval·lació 180 msnm       | bé integrant del patrimoni cultural català           | Torre del Mas de Mauri de Vall (Begur) | Modifica les dades a Wikidata |

## veïnat
| imatge | Nom           | Ubicat a       | instància de | Detalls                  | coordenades                                                            | Protecció | Commons (més fotos) | Dades a WD                    |
| ------ | ------------- | -------------- | ------------ | ------------------------ | ---------------------------------------------------------------------- | --------- | ------------------- | ----------------------------- |
|        | la Bordeta    | Begur Esclanyà | veïnat       |                          | 41° 55′ 31″ N, 3° 10′ 15″ E / 41.9252778°N,3.1709403°E                 |           |                     | Modifica les dades a Wikidata |
|        | veïnat Codina | Begur Esclanyà | veïnat       | Anomenat per: Can Codina | 41° 55′ 42″ N, 3° 10′ 22″ E / 41.92830555555555°N,3.1727777777777777°E |           |                     | Modifica les dades a Wikidata |

## Misc
| imatge | Nom                                                                | Ubicat a                  | instància de                                    | Detalls                                                          | coordenades                                                                              | Protecció                                  | Commons (més fotos)                                                | Dades a WD                    |
| ------ | ------------------------------------------------------------------ | ------------------------- | ----------------------------------------------- | ---------------------------------------------------------------- | ---------------------------------------------------------------------------------------- | ------------------------------------------ | ------------------------------------------------------------------ | ----------------------------- |
|        | Aigua Xelida                                                       | Begur Palafrugell Tamariu | urbanització                                    |                                                                  | 41° 55′ 31″ N, 3° 12′ 40″ E / 41.92534°N,3.21121°E                                       |                                            |                                                                    | Modifica les dades a Wikidata |
|        | Area of Aiguafreda, Aiguablava, Aigua Gelida, Sa Riera and Sa Tuna | Begur                     | indret històric                                 |                                                                  |                                                                                          | bé d'interès cultural                      | Area of Aiguafreda, Aiguablava, Aigua Gelida, Sa Riera and Sa Tuna | Modifica les dades a Wikidata |
|        | Camí de Ronda                                                      | Begur                     | camí                                            |                                                                  |                                                                                          | bé integrant del patrimoni cultural català |                                                                    | Modifica les dades a Wikidata |
|        | Casa Cruïlles                                                      | Begur Aiguablava          | habitatge unifamiliar                           | Arquitecte: Antoni Bonet i Castellana                            | 41° 56′ 10″ N, 3° 12′ 49″ E / 41.936°N,3.2136°E de:Carrer Port d'Esclanyà 5, 17255 Begur |                                            |                                                                    | Modifica les dades a Wikidata |
|        | Casa de la Vila                                                    | Begur                     | casa consistorial                               | Estil: arquitectura eclèctica                                    | 41° 57′ 16″ N, 3° 12′ 25″ E / 41.95431°N,3.20685°E                                       | bé integrant del patrimoni cultural català |                                                                    | Modifica les dades a Wikidata |
|        | Fira d'Indians de Begur                                            | Begur                     | fira                                            | 2004                                                             | 41° 57′ 16″ N, 3° 12′ 27″ E / 41.95452246232706°N,3.2074450239773067°E                   |                                            | Fira d'Indians                                                     | Modifica les dades a Wikidata |
|        | Jardí de Cap sa Sal                                                | Begur                     | jardí històric                                  |                                                                  | 41° 57′ 58″ N, 3° 13′ 51″ E / 41.96614°N,3.23091°E                                       | bé integrant del patrimoni cultural català |                                                                    | Modifica les dades a Wikidata |
|        | Muntanyes de Begur                                                 | Begur                     | espai d'interès natural                         |                                                                  | 41° 56′ 47″ N, 3° 13′ 15″ E / 41.9465°N,3.2208°E                                         |                                            | Muntanyes de Begur                                                 | Modifica les dades a Wikidata |
|        | Polígon industrial Riera d'Esclanyà                                | Begur Esclanyà            | polígon industrial                              |                                                                  | 41° 56′ 07″ N, 3° 09′ 30″ E / 41.9351575052947°N,3.15834424017347°E                      |                                            |                                                                    | Modifica les dades a Wikidata |
|        | Son Rich                                                           | Begur                     | vèrtex geodèsic                                 |                                                                  | 41° 56′ 52″ N, 3° 12′ 31″ E / 41.9477°N,3.208565°E 322.82 msnm                           |                                            |                                                                    | Modifica les dades a Wikidata |
|        | annex parroquial de Sant Esteve d'Esclanyà                         | Begur                     | annex parroquial                                | 1847 792 hab                                                     | Sant Esteve d'Esclanyà                                                                   |                                            |                                                                    | Modifica les dades a Wikidata |
|        | cabanya del mas des Sot                                            | Begur                     | cabanya ruïna                                   |                                                                  | 41° 57′ 18″ N, 3° 12′ 47″ E / 41.95511111111111°N,3.2130833333333335°E                   |                                            |                                                                    | Modifica les dades a Wikidata |
|        | cementiri d'Esclanyà                                               | Begur                     | cementiri                                       |                                                                  | 41° 55′ 31″ N, 3° 10′ 36″ E / 41.925166°N,3.176772°E                                     |                                            |                                                                    | Modifica les dades a Wikidata |
|        | depuradora d'Esclanyà                                              | Begur Esclanyà            | depuradora d'aigües residuals                   | 1979                                                             | 41° 55′ 54″ N, 3° 09′ 46″ E / 41.931694444444446°N,3.16275°E                             |                                            |                                                                    | Modifica les dades a Wikidata |
|        | el Pedregar                                                        | Esclanyà Begur            | indret                                          |                                                                  | 41° 55′ 59″ N, 3° 10′ 06″ E / 41.93304392457471°N,3.168370672501624°E                    |                                            |                                                                    | Modifica les dades a Wikidata |
|        | font Martina                                                       | Begur Esclanyà            | font                                            |                                                                  | 41° 55′ 55″ N, 3° 10′ 31″ E / 41.931943°N,3.1754063°E                                    |                                            |                                                                    | Modifica les dades a Wikidata |
|        | habitatges de la carretera del Semàfor                             | Begur                     | conjunt d'edificis                              | Anomenat per: Semàfor de Begur                                   | 41° 56′ 56″ N, 3° 13′ 28″ E / 41.948861111111114°N,3.2245°E                              |                                            |                                                                    | Modifica les dades a Wikidata |
|        | mar Mediterrània                                                   |                           | mar interior mar mediterrani conca hidrogràfica | Superfície: 2500000km² Profunditat: 5267 1541m Volum: 3839000km³ | 38° N, 17° E / 38°N,17°E 0 msnm                                                          |                                            | Mediterranean Sea                                                  | Modifica les dades a Wikidata |
|        | riera d'Esclanyà                                                   | Begur Esclanyà            | curs d'aigua torrent                            |                                                                  | 41° 56′ 14″ N, 3° 09′ 17″ E / 41.937305555555554°N,3.1546666666666665°E                  |                                            |                                                                    | Modifica les dades a Wikidata |